# Organización territorial de Benín
Benín se subdivide en cuatro niveles: 12 departamentos (départements), 77 comunas (communes), 546 distritos (arrondissements) y distritos urbanos.
Antes de la reorganización de 1999, Benín tenía seis provincias, divididas en 84 distritos, que se clasificaban como urbanos o rurales. Antes de la independencia, las seis provincias estaban subdivididas en 29 prefecturas.
|                            | Número | Ejecutivo                                                                                        |
| -------------------------- | ------ | ------------------------------------------------------------------------------------------------ |
| Departamento               | 12     | Prefecto designado por el Consejo de Ministros a propuesta del Ministro responsable del Interior |
| Comuna                     | 77     | Alcalde elegido por un Concejo Municipal                                                         |
| Distrito                   | 546    | Jefe de distrito asistido por un consejo de distrito                                             |
| Pueblo o distritos urbanos |        | Jefe de aldea o jefe de barrio asistido por un consejo de aldea o un consejo de barrio.          |

## Divisiones administrativas

### Departamentos

Mapa de los departamentos de Benín.

Benín se divide en 12 departamentos (en francés: départements). En la división territorial de 1958, el país tenía seis provincias resultantes de la división colonial francesa: Atakora, Atlantique, Borgou, Mono, Ouémé y Zou. En 1999, las seis provincias existentes se dividieron por la mitad y formaron los actuales 12 departamentos. A cada uno de los seis nuevos departamentos se le asignó una capital en 2008.
1. Alibori*
2. Atakora
3. Atlantique
4. Borgou
5. Collines*
6. Donga*
7. Kouffo*
8. Littoral*
9. Mono
10. Ouémé
11. Plateau*
12. Zou

* Creados en 1999

### Comunas
Los 12 departamentos se subdividen a su vez en un total de 77 comunas.
Las comunas reemplazaron luego de la reforma de 1999 a las subprefecturas y las circunscripciones urbanas.